# هونجرين
نهر هونجرين هو نهر في سويسرا يقع في فودوا وفريبورغ بريالبس .

## اسم
يُعرف النهر بأسماء متتالية من ونكخيم في 1294 ، ونكغا في 1392 ثم لو لوكخا في القرن الثامن عشر.

## مستجمعات المياه
يعد ونكغا جزءًا من منطقة مستجمعات نهر الراين بجوار نهري ساغين و وار . تبلغ مساحة مستجمعات المياه الطبيعية لنهر هونجرين 81,8 كيلو متر مربع . يبلغ متوسط ارتفاعها 1 490 متر فوق مستوى سطح البحر ويبلغ متوسط هطول الأمطار السنوي 1 769,5 مم سنويًا. تكمن خصوصية مستجمعات المياه في أنها تتلقى المياه من بحيرة ليمان و من حوض الرون ، لأن المنشآت الكهرومائية لسد هونغرين تعمل عن طريق التخزين بالضخ بمياه بحيرة جنيف.

## المذكرات و المراجع
- هذه المقالة مترجمة جزئيا أو كليا من مقالة  ويكيبيديا الألمانية معنونة (بالألمانية)

```
«
Hongrin
» 
(طالع 
قائمة المشاركين في التحرير
)
```

1. ↑  "Noms de lieux de Suisse Romande". مؤرشف من الأصل في 2007-05-14. اطلع عليه بتاريخ 16 août 2007. {{استشهاد ويب}}: تحقق من التاريخ في: |تاريخ الوصول= (مساعدة)